# Mesochorus extraordinarius
Mesochorus extraordinarius là một loài tò vò trong họ Ichneumonidae.